# Still Crazy After All These Years
| Recensione                | Giudizio     |
| ------------------------- | ------------ |
| AllMusic                  | [ 1 ]        |
| Robert Christgau          | B            |
| Rolling Stone Album Guide | [ 3 ]        |
| Sputnikmusic              | 4.5 (Superb) |

Still Crazy After All These Years è il quarto album discografico in studio da solista del cantautore statunitense Paul Simon, pubblicato nel 1975.
Il disco ottenne la certificazione di disco d'oro (negli Stati Uniti ed in UK, mentre in Canada ricevette persino il disco di platino) nel novembre del 1975.
Vinse inoltre un Grammy Awards 1976 come miglior album dell'anno.

## Tracce
Tutte le tracce sono di Paul Simon.
Lato A
1. Still Crazy After All These Years – 3:25
2. My Little Town – 3:52 – Con Art Garfunkel
3. I Do It for Your Love – 3:35
4. 50 Ways to Leave Your Lover – 3:35
5. Night Game – 2:47

Durata totale: 17:14
Lato B
1. Gone at Last – 3:24 – Con Phoebe Snow e The Jessy Dixon Singers
2. Some Folks' Lives Roll Easy – 3:10
3. Have a Good Time – 3:25
4. You're Kind – 3:23
5. Silent Eyes – 3:57

Durata totale: 17:19
Edizione CD del 2004, pubblicato dalla Warner Bros. Records (WPCR-12414)
1. Still Crazy After All These Years – 3:26
2. My Little Town – 3:51
3. I Do It for Your Love – 3:35
4. 50 Ways to Leave Your Lover – 3:37
5. Night Game – 2:57
6. Gone at Last – 3:40
7. Some Folks' Lives Roll Easy – 3:14
8. Have a Good Time – 3:28
9. You're Kind – 3:20
10. Silent Eyes – 4:05
11. Slip Slidin' Away – 5:29 – Bonus Track - Demo, registrato nel settembre del 1976
12. Gone at Last – 4:38 – Bonus Track - Original Demo, registrato nell'ottobre del 1974

Durata totale: 45:20

## Formazione
- Paul Simon - voce, chitarra acustica, chitarra elettrica
- Barry Beckett - pianoforte, Fender Rhodes
- David Hood - basso
- Roger Hawkins - batteria
- John Tropea - chitarra elettrica
- Bob James - pianoforte, Fender Rhodes
- Sivuca - fisarmonica, cori
- Hugh McCracken - chitarra acustica, chitarra elettrica
- Tony Levin - basso
- Kenneth Ascher - pianoforte, Fender Rhodes
- Grady Tate - batteria
- Richard Tee - pianoforte
- Jerry Friedman - chitarra elettrica
- Steve Gadd - batteria
- Joe Beck - chitarra elettrica
- Ralph MacDonald - percussioni
- Leon Pendarvis - pianoforte
- Pete Carr - chitarra elettrica
- Gordon Edwards - basso
- Toots Thielemans - armonica
- David Sanborn - sax
- Eddie Daniels - sax
- Phil Woods - sax alto
- Michael Brecker - sassofono tenore
- Valerie Simpson, Art Garfunkel, Patti Austin, Phoebe Snow, Chicago Community Choir, Jessy Dixon - cori